# Raffaello Antonio Mecca
Raffaello Antonio Mecca (Potenza, 24 ottobre 1942 – Potenza, 8 marzo 2024) è stato un politico e insegnante italiano.

## Biografia
Si laureò in filosofia all'Università degli Studi di Napoli Federico II. Dopo essere stato a lungo professore di storia, filosofia e latino in diversi licei, fu per diciannove anni preside del liceo classico Quinto Orazio Flacco di Potenza.
Esponente della Democrazia Cristiana, il 18 ottobre 1975 venne eletto sindaco di Potenza, rimanendo in carica fino al 1980.
Fu inoltre presidente dell'azienda sanitaria locale di Potenza, presidente dell'IRRSAE della regione Basilicata, presidente del consiglio scolastico provinciale di Potenza, presidente del consiglio comunale di Potenza dal 1998 al 1999, nonché consigliere, eletto nel 1995, e assessore nello stesso comune. Fu candidato alla carica di presidente della regione Basilicata nel 2000, e candidato alla Camera dei deputati.
Morì all'ospedale San Carlo di Potenza l'8 marzo 2024 all'età di 81 anni.